# 超级马力欧兄弟主题曲
《超级马力欧兄弟》主题曲，官方称「地上BGM」，是1985年红白机游戏《超级马力欧兄弟》第一小关的主题曲，由任天堂音乐设计师近藤浩治创作。主题曲为C大调，大量使用切分音，节奏感强。近藤称该曲创作难度位列游戏六首乐曲之首。
该曲是马力欧系列的标志音乐、系列续作的保留曲目。音乐还在任天堂其他游戏中改编，如《俄罗斯方块DS》、《任天狗狗》、《瓦力欧制造》及任天堂明星大乱斗系列。
2023年，《超级马力欧兄弟》主题曲因「文化、歷史和審美方面的顯著成就」，獲美國國會圖書館列入「國家錄音檔案」的保存名單，是史上第一首列入名錄的電子遊戲樂曲。

## 创作

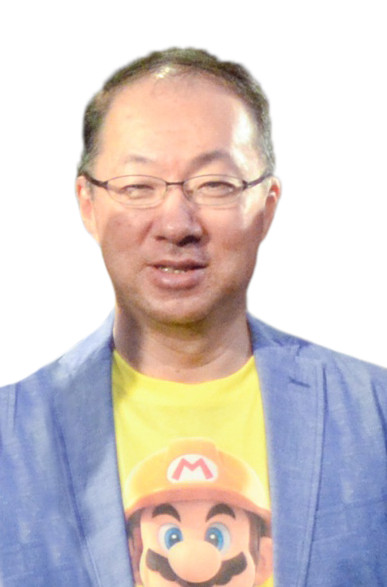
主题曲作者近藤浩治

作曲师近藤浩治表示，《超级马力欧兄弟》六首配乐中，该主题曲创作时间最长。他称乐曲写好后，开发团队要放入游戏测试。如果曲目不能凸显动作，与马力欧跑跳不合拍，或同音效不够和谐，他就要重新作曲。近藤作曲乐器只有一架小型键盘。
主题曲借鉴了日本融合乐队T-Square於1984年發行的專輯《Adventures》內收錄樂曲Sister Marian。近藤2001年接受采访时称，T-Square音乐的律动很容易吸引日本听众。初版主题曲依雏形游戏创作，和现在的风格不同：由于画面只有马力欧在空白背景中奔跑，故乐曲较为舒缓放松。游戏完善后，近藤加快了音乐节奏。近藤接受采访时称，作曲灵感诞生于日常活动。
近藤音乐创作非常自由，每日还能同游戏总监宫本茂交流协作。宫本给近藤分享了自己所好风格的唱片和乐谱，但并未明说具体想要的内容。歌曲采用拉丁音乐节奏。当游戏关卡剩余时间不足100单位时，音乐节奏将会加快。近藤在2007年游戏开发者大会上称，主题曲兼顾了节奏、平衡和互动性。他通过《超级马力欧兄弟》短片表示，角色运动、玩家按键、音乐节拍间构成同步。他还指出，主题曲体现系列游戏性以动作为主导。近藤称他之后可能再难作出更上口的音乐。

## 其他媒体
主题曲还出现改编作品中登场，如1986年日本动画电影《超級瑪利歐兄弟 碧姬公主救出大作戰!》和1989年美國电视动画连续剧《超级马力欧兄弟 超级秀!》。

### 填词
主题曲有非官方填词版歌曲《Go Go Mario!!》（Go Go マリオ!!）：1985年日本广播节目“小峰隆生之通宵日本”节目中由听众填词；之后由谷山浩子调整歌词、添加旁白和主唱，以桃花公主（プリンセス・ピーチ）名义（作曲、作詞和編曲方面就以「SUPER MORIYA BAND」名義）於1986年4月21日由波麗（現：波麗佳音）发布卡式錄音帶版。黑胶唱片版题为“马力欧大冒险”。
在《超级马力欧兄弟 超级秀》中，职员表界面播放了另一填词版歌曲《Do the Mario》。歌曲主角马力欧（由职业摔跤手Lou Albano扮演）暗示鼓动观众表演同名舞蹈。

### 演奏
1986年通宵日本上，主题曲首次现场演出。主题曲还登陆众多音乐会，如“演奏！芝加哥”、哥伦布交响乐、马力欧与塞尔达大型现场音乐会、“演奏！电子游戏交响乐”等。近藤在電玩交響音樂會上亲自演出了主题曲。2016年12月吉米·法伦今夜秀上，马力欧系列制作人宫本茂担当吉他手，同美国嘻哈乐队The Roots合作演出歌曲。

### 乐谱
主题曲问世后十余年间，任天堂都未发行官方乐谱。2011年，Alfred音乐正式发行了三套对开本《超级马力欧兄弟》钢琴谱和吉他谱。2013年，他们又发行了三套《新超级马力欧兄弟Wii》乐谱，以及爵士乐改编版《超级马力欧兄弟》主题曲。

## 反响
连线网编辑Chris Kohler撰文介绍近藤时称，该曲位列世界名曲之流，歌曲“进入脑海便再挥之不去”。1UP.com的Jeremy Parish认为，主题曲是电子游戏史上最难忘的曲目之一。Netjak编辑Rick Healey表示，MTV想要创造1980年代典型音乐，但却让任天堂的《超级马力欧主题曲》先发制人。《密歇根日报》编辑Jeff Dickerson和Luke Smith称，随意找位学生都能哼对每个音符。1UP.com编辑Sam Kennedy称，所有1980年代生活的人都能哼出主题曲，而且之中大部分人今天都还记得它。
电子游戏音乐作曲家Tommy Tallarico称，他因近藤而走入音乐界；他听到主题曲才明白，电子游戏中真的有音乐。原马力欧配音员查爾斯·馬爾蒂內称，“我第一次玩马力欧游戏，我从半夜四点玩到白天。我躺到床上，闭上眼睛，我的耳边想响起那首歌——ba dum bum ba dum DUM！”最终幻想系列原作曲家植松伸夫称，近藤是电子游戏业顶级音乐家之一：他认为地球人无论国家或年龄，都听过《超级马力欧兄弟》主题曲，而且过而不忘；并称歌曲可当日本的新国歌。1UP.com编辑Sam Kennedy采访近藤时，提到Paul和 Linda McCartney喜欢主题曲，并前往日本拜访近藤。
主题曲电话铃在美国很流行。截至2004年11月，乐曲连续登上十大铃声下载榜112周。铃声2006年时在美国下载约74.8万份，2020年获得金唱片认证。